# Vendetta (Band)
Vendetta ist eine bayerische Thrash-Metal-Band aus Schweinfurt, die im Jahr 1984 gegründet wurde, sich 1990 auflöste und 2002 wieder zusammenfand.

## Geschichte
Die Band wurde im Jahr 1984 gegründet. Nach der Veröffentlichung von zwei Demos, folgte im Jahr 1987 das Debütalbum Go and Live… Stay and Die, dem sich 1988 Brain Damage anschloss. Nach einer Tournee zusammen mit Tankard, Helstar und Sodom, folgten Auftritte mit Bands wie Kreator, Destruction, Overkill und Metal Church. Im Jahr 1992 löste sich die Band vorerst auf.
Seit 2002 ist die Band wieder aktiv, wobei jedoch nur noch Bassist Heiner von der früheren Besetzung blieb. Für die Rechte an ihren Aufnahmen musste die Band einen Rechtsanwalt für einen nach eigenen Angaben langen Rechtsstreit engagieren. 2007 wurde das Album Hate bei Metal Axe Records veröffentlicht. Danach erreichte die Gruppe einen Vertrag bei Massacre Records. Die Band begab sich mit Dan Swanö in das Unisound Studio, um Feed the Extermination aufzunehmen, das im Dezember 2011 veröffentlicht wurde.

## Stil
Die Band spielte in ihrer früheren Zeit klassischen Speed- und Thrash-Metal. Der Gesang von Micky Wehner wurde als Mischung aus Kai Hansen und Dirk Schröder (Iron Angel) beschrieben. Das Debütalbum „strotzt nur so vor Breaks, schnellen Parts, schneidenden Gitarrenriffs und massig Soli“, wobei Siebi von Heavyhardes.de die zahlreichen Breaks besonders hervorhebt, „was man in dieser Form von einer jungen Band bis dato (1987) mit Ausnahme der fast zeitgleich aufstrebenden Paradox nicht zu hören bekam. Okay, lassen wir Mekong Delta und deren Debüt mal außen vor, denn diese hatten einen ganz anderen musikalischen Ansatz, nämlich Klassik mit extremem Metal zu verbinden. Vendetta waren da doch mehr Metal im traditionellen Sinne […].“ Das Album wurde außerdem mit den Frühwerken von Metallica verglichen und betont, dass die Band in einem Song so viele Riffs verarbeite wie andere auf einem ganzen Album.
Auch das zweite Album Brain Damage wurde mit Metallicas Frühwerken verglichen; „gerade im Stakkatoriffing mit den melodischen Lickläufen darüber zeigt sich ein ähnliches Musikverständnis“; außerdem fielen Vergleiche zu Sacred Reich. Die Stücke waren zum Teil „noch komplizierter und vertrackter“ und klangen „fast schon progressiv […]. Zudem wurde auch noch mehr auf eingängige Melodien und Gitarren-Harmonien gesetzt, wodurch streckenweise das Tempo etwas zurückgeschraubt wurde.“
Die Demoaufnahmen zwischen der Wiedervereinigung und dem Album Hate „verkörperten den klassischen Vendetta-Klang“ bei gleichzeitiger moderner Ausrichtung; die Band kündigte jedoch an, sich nach den Demoaufnahmen stark verändert zu haben, das neue Album klinge wie eine Mischung aus altem Metal und neuen Elementen. Seit Hate sind Einflüsse aus dem Groove Metal deutlich hörbar, wobei Bands wie Machine Head, Pantera, Dearly Beheaded und Am I Blood genannt werden. Der Stil der Band unterscheidet sich von dem früherer Veröffentlichungen außerdem durch den Gesang von Mario Vogel, der gegenüber Wehner weniger melodisch ist und mehr in Richtung Shouting geht.
In ihren Liedtexten behandelt die Band politische und sozialkritische Themen.

## Diskografie
- 1985: System of Death (Demo, Eigenveröffentlichung)
- 1986: Suicidal Lunacy (Demo, Eigenveröffentlichung)
- 1987: Go and Live… Stay and Die (Album, Noise Records)
- 1988: A Cautionary Tale / And the Brave Man Fails (Split mit Sabbat, Noise Records)
- 1988: Brain Damage (Album, Noise Records)
- 2003: Demo 2003 (Demo, Eigenveröffentlichung)
- 2007: Hate (Album, Metal Axe Records)
- 2011: Feed the Extermination (Album, Massacre Records)